# Catacora
Catacora es una localidad y un municipio de Bolivia perteneciente a la provincia del General José Manuel Pando en el departamento de La Paz. Limita al este y al sur con el municipio de Santiago de Machaca, al oeste y norte con la república del Perú. Tiene una población de 1 735 habitantes. La sede del municipio es la localidad de Catacora. Tiene una población de 529 habitantes.

## Iglesia de Catacora
Catacora cuenta con una iglesia colonial hecha en piedra canteada de color blanco unidas con argamasa del mismo color. La iglesia presenta un techo con arcos de medio punto, columnas ornamentadas y una torre-campanario de 12 metros de altura separada del cuerpo de la iglesia.
La planta tiene forma de cruz latina y presenta una cúpula de media naranja, el pórtico presenta un gran arco de medio punto.

## Fauna
El municipio de Catacora es conocido también como la Capital alpaquera del departamento de La Paz y cuenta con fauna típica del altiplano como la alpaca, el suri, el zorro y los pumas, estos animales se encuentran en forma silvestre. La vicuña es importante para la economía de Catacora a causa de su fina fibra utilizada para confección de prendas de vestir.